# Mato Leitão

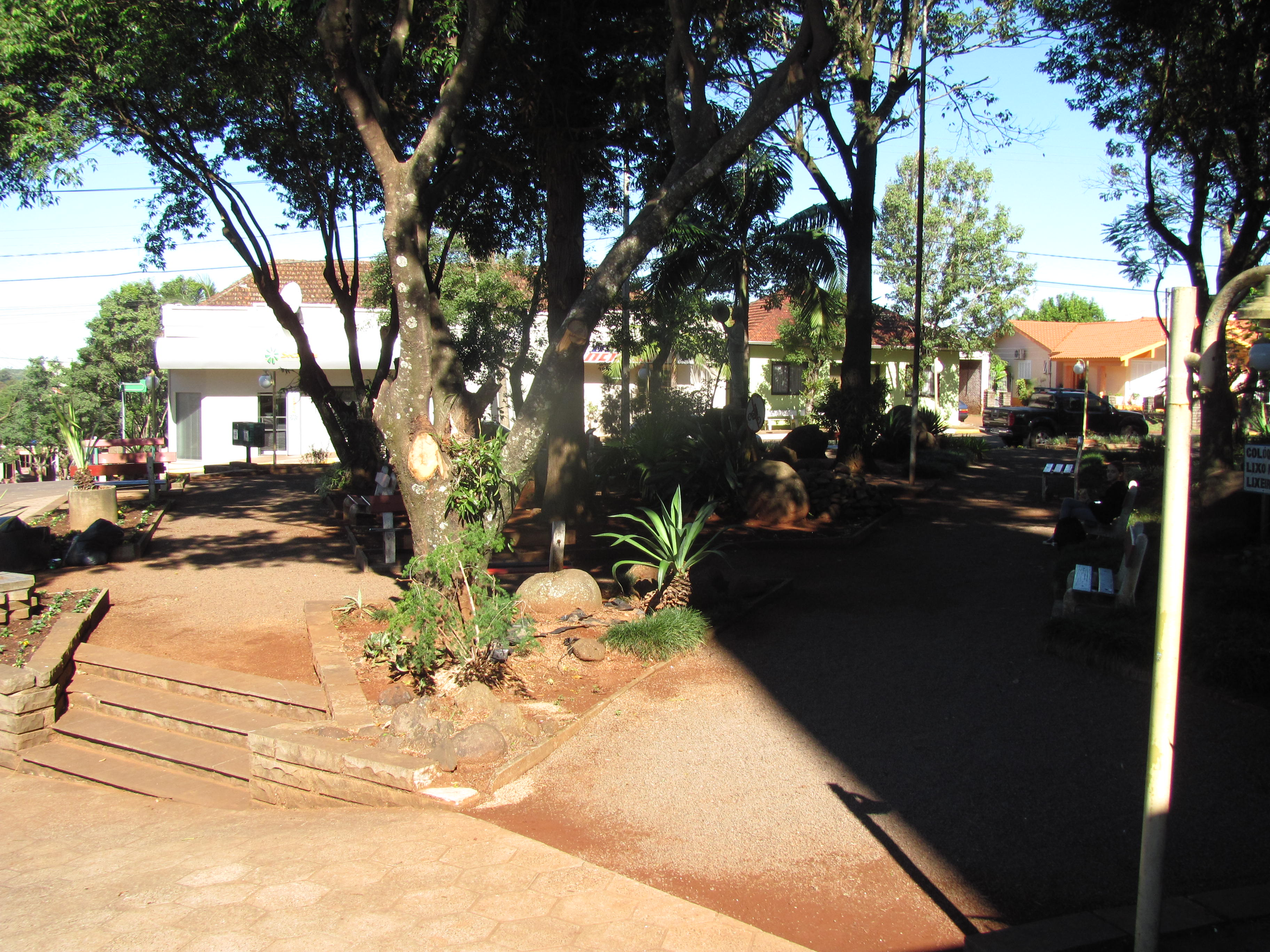
Parque centra de Mato Leitao.

Mato Leitão es un municipio brasileño del estado de Rio Grande do Sul.
Se encuentra ubicado a una latitud de 29º31'28" Sur y una longitud de 52º07'43" Oeste, estando a una altitud de 81 metros sobre el nivel del mar. Su población estimada para el año 2004 era de 3.467 habitantes.
Ocupa una superficie de 49,624 km².
- Datos: Q1758925
- Multimedia: Mato Leitão / Q1758925